# Vincenzo Ferroni
Vincenzo Emidio Carmine Ferroni (Tramutola, 17 febbraio 1858 – Milano, 10 gennaio 1934) è stato un compositore italiano.
Formatosi in Francia, tornò in Italia per intraprendere la sua carriera, calcando i palchi di diversi teatri italiani ed europei. Fu anche un rinomato insegnante di composizione ed ebbe come allievi numerosi musicisti classici dell'Ottocento e del Novecento italiano.

## Biografia
Nato a Tramutola, in provincia di Potenza, da Nicola e Rosa Cosenza, nel 1870 frequentò il Conservatorio di Parigi, studiando armonia con Marie Emmanuel Augustin Savard e, in seguito, composizione con Jules Massenet. Nello stesso conservatorio, divenne supplente di armonia tra il 1876 e il 1883. Nel 1885, vinse un concorso internazionale organizzato da Le Figaro, con il brano Hymne d'un pâtre lydien eseguito al pianoforte.
Nel 1888 tornò in Italia, sostituendo il defunto Amilcare Ponchielli come docente di composizione presso il Conservatorio "Giuseppe Verdi" di Milano, del quale fu anche vicedirettore per 24 anni e direttore per alcuni mesi. Durante la sua attività di insegnamento, formò numerosi musicisti tra cui Gianandrea Gavazzeni, Italo Montemezzi, Riccardo Pick-Mangiagalli, Franco Vittadini, Ettore Pozzoli, Felice Lattuada, Renato Brogi, Virgilio Mortari, Federico Caudana, Luigi Menegazzoli.
Nel 1889, partecipò ad un concorso musicale organizzato da Edoardo Sonzogno, vincendo il terzo premio con la composizione Rudello, preceduto da Cavalleria rusticana di Pietro Mascagni e Labilia di Nicola Spinelli. Ferroni compose il dramma Ettore Fieramosca, presentato la prima volta il 25 gennaio 1896 presso il Teatro Sociale di Como, che riscosse un buon successo. Scrisse un altro dramma, Il Carbonaro, rappresentato al Teatro Lirico di Milano il 19 febbraio 1900.
Ferroni fu anche compositore di sinfonie, liriche, musica sacra e da camera. La sinfonia Ariosto e il quartetto in sol maggiore furono premiati a Bruxelles nel 1913; la Suite romantica, diretta da Giuseppe Martucci, fu eseguita alla Scala di Milano il 4 maggio 1890.

## Opere

### Orchestra
- Ariosto, ouverture op. 7
- Rhapsodie espagnole
- Symphonie en mi bémol majeur, op. 19 (composta nel 1887)
- Risorgimento, poema sinfonico op. 59 (composta nel 1909)
- Il chiostro insidiato, poema sinfonico, op. 57
- Ellade, suite per orchestra
- 2e symphonie

### Musica da camera
- Leggenda, per violino e pianoforte
- Quatuor à cordes en ré mineur, op. 20
- 2 Morceaux pour violoncelle avec accompagnement de piano, op. 36
- Trio avec piano en ré majeur, op. 54 (prima esecuzione nel 1906)
- Sonate pour violon & piano en fa majeur, op. 62
- Fantasia eolica, per arpa con accompagnamento di oboe, corno, doppio quartetto d'archi e contrabbasso
- 2e Trio avec piano

### Pianoforte
- Caprice, op. 5
- Valse triste, op. 9
- En courant, op. 23 studio per piano
- Rêverie, op. 25
- Hymne d'un pâtre lydien
- Notturno
- Chaconne, op. 45
- Bohême Marsch, op. 52
- 3e mazurka, op. 66
- Rapsodia adriatica, op. 82

### Opera
- Rudello (rappresentato nel 1890)
- Ettore Fieramosca (rappresentato nel 1896)
- Il Carbonaro, (rappresentato nel 1900)
- Zingaresca, oppure Chanson de Bohémiens (composto nel 1909)
- Silia, oppure Gli ardenti, op. 49 (composto nel 1909)
- Lisa Clemens, op. 61 (composto nel 1913-1914)

### Musica vocale
- 10 Mélodies, per voce e pianoforte
- Passé, per voce e pianoforte
- Nevicando, romance op. 39
- Ave Maria, op. 46

### Organo
- Choral et Fugue
- Elevazione
- 2 Entrate & 2 Elevazione
- Offertoire
- Sortita
- 3 Versets
- 2 Préludes

### Libri didattici
- Fughe a due, a tre e a quattro parti vocali.
- Della forma musica classica, Milano, 1908
- Corso di contrappunto e fuga, Milano, Carisch, 1939